# Dicranomyia sordida
Dicranomyia sordida är en tvåvingeart. Dicranomyia sordida ingår i släktet Dicranomyia och familjen småharkrankar.

## Underarter
Arten delas in i följande underarter:
- D. s. sordida
- D. s. brevicula